# Sphagnum subsecundoides
Sphagnum subsecundoides är en bladmossart som beskrevs av H. Crum och William Russell Buck 1992. Sphagnum subsecundoides ingår i släktet vitmossor, och familjen Sphagnaceae. Inga underarter finns listade i Catalogue of Life.